# Пельшма (верхний приток Сухоны)
Пельшма — река в России, протекает по Сокольскому району Вологодской области. Устье реки находится в 470 км от устья Сухоны по левому берегу, в восточных пригородах города Сокол. Длина реки составляет 82 км, площадь водосборного бассейна — 514 км². На берегу реки находится ныне недействующий Григориево-Пельшемский Лопотов монастырь.

## Экология
На 2007 год Пельшма была самой загрязнённой рекой бассейна Северной Двины. Её воды характеризовались как экстремально грязные. Ухудшение, по сравнению с 2006 годом, было связано с установившимся режимом сброса недостаточно очищенных сточных вод ОАО «Сокольский ЦБК» и предприятий города Сокола, а также с гидрологическими особенностями года. В предыдущие годы, на протяжении 15-20 лет Пельшма была одной из самых загрязнённых рек бассейна Сухоны, её вода оценивалась как «грязная» и «экстремально грязная». Исследования 2010 года показали, что качество воды в реке ухудшается как по причине приёма промышленных стоков, так и притоков (крупнейшего — реки Содимы), протекающих по населённой местности и загрязнённых хлоридами, а также соединениями аммония. Таким образом, Пельшма имеет полный набор загрязнителей, характерный как для рек промышленных, так и аграрных областей.

## Притоки
- Фофанга 2-я впадает справа на высоте 119,7[5]
- Фофанга 1-я впадает справа в 70 км от устья
- Берёзовка (Морженга) впадает справа в 68 км от устья[5]
- Чёрная впадает слева[5]
- Содима впадает слева в 52 км от устья
- Беркяевка впадает слева[5]

## Данные водного реестра
По данным государственного водного реестра России относится к Двинско-Печорскому бассейновому округу, водохозяйственный участок реки — Северная Двина от начала реки до впадения реки Вычегда, без рек Юг и Сухона (от истока до Кубенского гидроузла), речной подбассейн реки — Сухона. Речной бассейн реки — Северная Двина.
Код объекта в государственном водном реестре — 03020100312103000006950.